# 이시가미촌 (후쿠시마현)
이시가미촌(石神村)은 1956년까지 후쿠시마현 소마군의 중심부에 존재했던 촌이다. 1956년 9월 30일 이시가미촌이 하라마치시에 편입합병되고 폐지되었다. 미나미소마시 하라마치구의 서부가 이시가미촌이 있던 곳이다.

## 역사
- 1889년 4월 1일 - 정촌제 시행에 의해 이시가미촌, 우시고시촌, 오오타니촌, 오기토촌, 오오하라촌, 오시가마촌, 노시다자와촌, 다카쿠라촌, 나가노촌, 기타나가노촌, 바바촌, 후카노촌, 기타신다촌 등 13개 촌이 합병해 기타카타군 이시가미촌이 성립하였다.
- 1896년 4월 1일 - 기타카타군과 우다군이 합병해 소마군이 성립해, 소마군 이시가미촌이 되었다.
- 1956년 9월 30일 - 이시가미촌이 하라마치시에 편입합병되고 폐지되었다.

## 행정
- 역대촌장

| 대 | 성명              | 취임         | 퇴임          | 비고 |
| -- | ----------------- | ------------ | ------------- | ---- |
| 1  | 富田武重          | 1889. 8. 6.  | 1893. 6. 24.  |      |
| 2  | 小沢嘉寿          | 1898. 6. 25. | 1914. 6. 24.  |      |
| 3  | 山田庄太郎        | 1914. 6. 26. | 1926. 1. 22.  |      |
| 4  | 大和田長治郎      | 1926. 2. 17. | 1937. 6. 18.  |      |
| 5  | 오오타 아키노스케 | 1937. 11. 4. | 1946. 3. 10.  |      |
| 6  | 池田清孝          | 1946. 3. 29. | 1946. 11. 24. |      |
| 7  | 羽根田権          | 1947. 4. 6.  | 1956. 9. 29.  |      |

## 참고 문헌
- 昭和『原町市史』（福島県原町市、1968）
- 平成『原町市史』第十一巻（福島県南相馬市、2008）